# Tripterygion delaisi
Tripterygion delaisi is een straalvinnige vissensoort uit de familie van drievinslijmvissen (Tripterygiidae). De wetenschappelijke naam van de soort is voor het eerst geldig gepubliceerd in 1970 door Cadenat & Blache.